# Řád Tomáše Garrigua Masaryka
Řád Tomáše Garrigua Masaryka je vysokým státním vyznamenáním České republiky a bývalé České a Slovenské Federativní republiky. Prezident republiky je uděluje nebo propůjčuje osobám, které se vynikajícím způsobem zasloužily o rozvoj demokracie, humanity a lidských práv.

## Historie
Řád vznikl v roce 1990 jako vyznamenání určené pouze pro československé občany; po rozpadu federace byl obnoven roku 1994. Autory výtvarného řešení jsou Vladimír Oppl a František Doubek. Insignii řádu tvoří modrá pěticípá hvězdice s portrétem TGM. Na druhé straně je heslo „Věrni zůstaneme“. Insignie I. a II. třídy doplňuje osmicípá stříbrná paprsková hvězdice, taktéž s portrétem TGM uprostřed.

## Pravidla udílení
K udělování řádu může docházet v řádové dny, kterými jsou 1. leden a 28. říjen. Samotné předání je nicméně jen technikálií, udělení řádu je dokument, podepsaný prezidentem a kontrasignovaný premiérem. Je-li řád udělen, může o něj vyznamenaný přijít pouze rozhodnutím soudu v rámci trestního řízení, sám prezident již udělení vyznamenání zvrátit nemůže.
Insignie vyznamenání je oprávněn nosit pouze vyznamenaný; občanům ČR je řád propůjčován, cizím státním příslušníkům udělován. Pokud tedy nositel řádu, kterým je občan České republiky, zemře, pak se insignie řádu vrací do Kanceláře prezidenta republiky. Při úmrtí vyznamenaných cizích státních příslušníků zůstávají insignie řádu a listiny pozůstalým. Pokud jich není, vracejí se Kanceláři prezidenta republiky.

## Popis řádu
Řádovým odznakem Řádu T.G.M. je modře smaltovaná hvězdice. Na střed hvězdice je položen medailon s plastickým portrétem prezidenta Tomáše Garrigua Masaryka. Na rubu hvězdice je na střed položen medailon, v jehož terči je velký státní znak České republiky a v bílém mezikruží řádové heslo „Věrni zůstaneme“ a lipový lístek. Na prostřední nejvyšší díl je přichycen převýšený závěs v podobě mírně oválného lipového věnce. Portrét, znak, závěs, heslo a rámování hvězdice jsou ze zlaceného stříbra.

## Rozdělení do tříd
Řád Tomáše Garrigua Masaryka má pět tříd, z nichž I. třída je nejvyšší. Prezidentu republiky přísluší řádová insignie I. třídy (spolu s řádem Bílého lva I. třídy), která mu po ukončení úřadu může být usnesením Poslanecké sněmovny a Senátu propůjčena doživotně.
| Třída      | ČSFR (1990–1992)                                                                                      | ČR (od 1994)                                                                     |
| ---------- | --- | -------------------------------------------------------------------------------- |
| I. třída   | Stužka: Řád Tomáše Garrigua Masaryka I třídy – Česká a Slovenská Federativní Republika (1990-1992)    | Stužka: Řád Tomáše Garrigua Masaryka I třídy – Česká republika (od roku 1994)    |
| II. třída  | Stužka: Řád Tomáše Garrigua Masaryka II. třídy – Česká a Slovenská Federativní Republika (1990-1992)  | Stužka: Řád Tomáše Garrigua Masaryka II. třídy – Česká republika (od roku 1994)  |
| III. třída | Stužka: Řád Tomáše Garrigua Masaryka III. třídy – Česká a Slovenská Federativní Republika (1990-1992) | Stužka: Řád Tomáše Garrigua Masaryka III. třídy – Česká republika (od roku 1994) |
| IV.třída   | Stužka: Řád Tomáše Garrigua Masaryka IV. třídy – Česká a Slovenská Federativní Republika (1990-1992)  | Stužka: Řád Tomáše Garrigua Masaryka IV. třídy – Česká republika (od roku 1994)  |
| V. třída   | Stužka: Řád Tomáše Garrigua Masaryka V. třídy – Česká a Slovenská Federativní Republika (1990-1992)   | Stužka: Řád Tomáše Garrigua Masaryka V. třídy – Česká republika (od roku 1994)   |